# Piacenza
Piacenza (Placentia trong tiếng Latin hay Piasëinsa trong phương ngữ của Emiliano-Romagnolo) là một thành phố ở vùng Emilia-Romagna của miền bắc Italia. Đây là tỉnh lỵ tỉnh Piacenza.

## Khí hậu
Vùng này có khi hậu cận nhiệt đới ẩm và không có mùa khô, luôn luôn ẩm ướt. Mùa hè nóng và oi. Phân loại khí hậu Köppen của vùng này là khí hậu cận nhiệt đới ẩm.

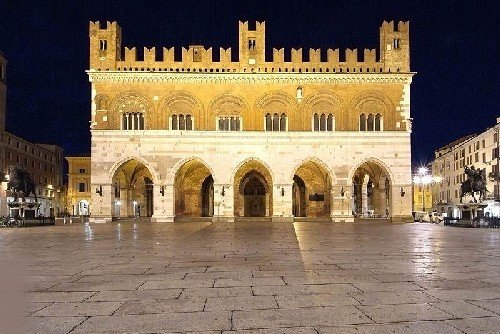
Piazza Cavalli and the façade of Il Gotico, Piacenza.

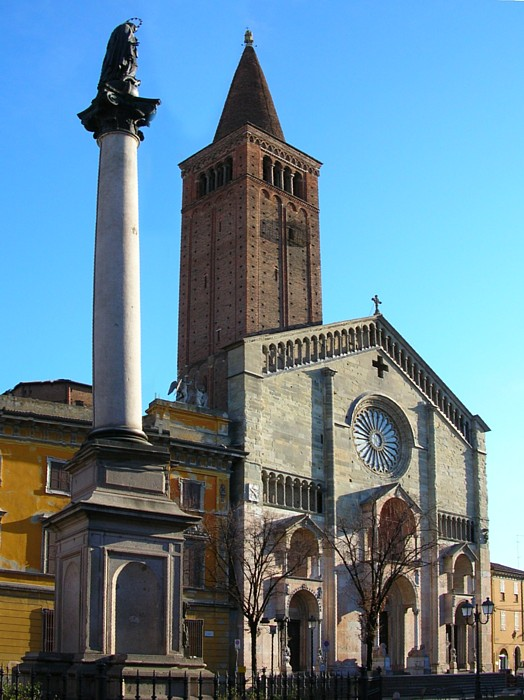
Façade of the Cathedral.

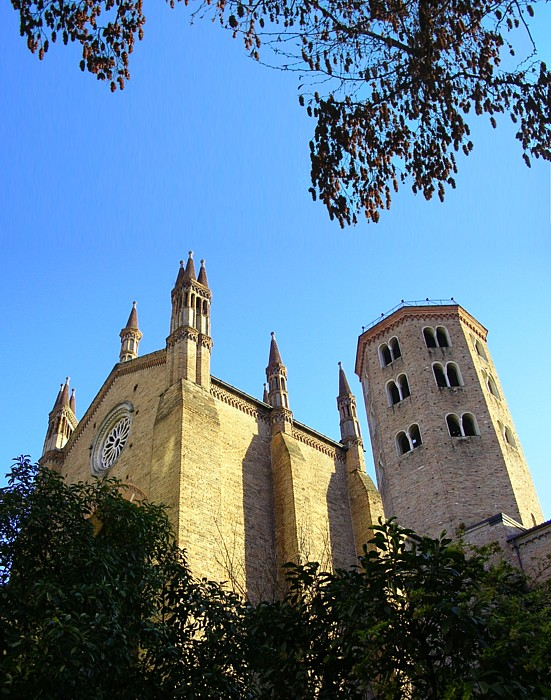
Church of Sant'Antonino, patron of Piacenza.

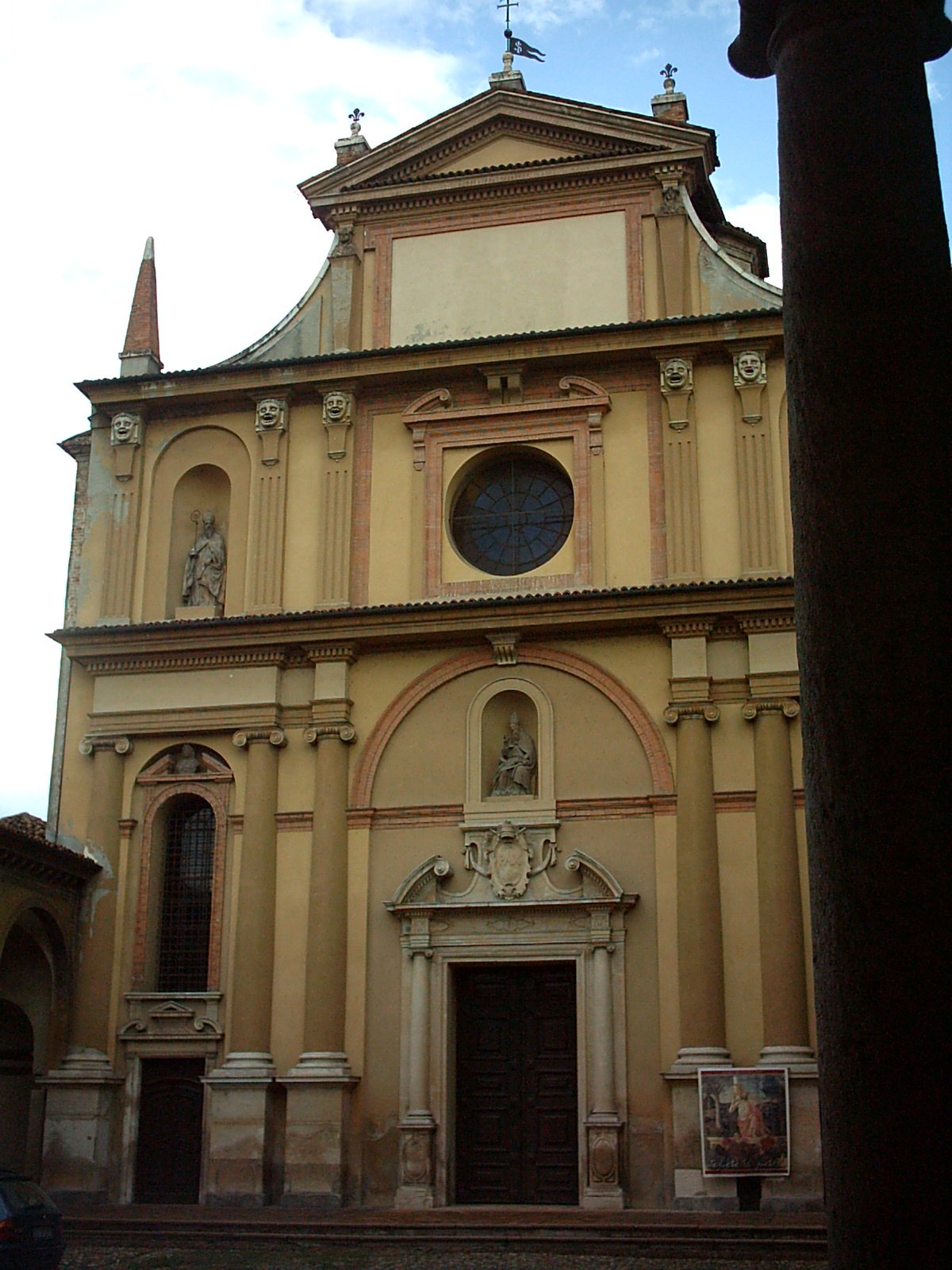
Nhà thờ Phục Hưng San Sisto.

| Dữ liệu khí hậu của Piacenza 1971–2000, xa nhất 1951–đến nay | Dữ liệu khí hậu của Piacenza 1971–2000, xa nhất 1951–đến nay | Dữ liệu khí hậu của Piacenza 1971–2000, xa nhất 1951–đến nay | Dữ liệu khí hậu của Piacenza 1971–2000, xa nhất 1951–đến nay | Dữ liệu khí hậu của Piacenza 1971–2000, xa nhất 1951–đến nay | Dữ liệu khí hậu của Piacenza 1971–2000, xa nhất 1951–đến nay | Dữ liệu khí hậu của Piacenza 1971–2000, xa nhất 1951–đến nay | Dữ liệu khí hậu của Piacenza 1971–2000, xa nhất 1951–đến nay | Dữ liệu khí hậu của Piacenza 1971–2000, xa nhất 1951–đến nay | Dữ liệu khí hậu của Piacenza 1971–2000, xa nhất 1951–đến nay | Dữ liệu khí hậu của Piacenza 1971–2000, xa nhất 1951–đến nay | Dữ liệu khí hậu của Piacenza 1971–2000, xa nhất 1951–đến nay | Dữ liệu khí hậu của Piacenza 1971–2000, xa nhất 1951–đến nay | Dữ liệu khí hậu của Piacenza 1971–2000, xa nhất 1951–đến nay |
| Tháng                                                        | 1                                                            | 2                                                            | 3                                                            | 4                                                            | 5                                                            | 6                                                            | 7                                                            | 8                                                            | 9                                                            | 10                                                           | 11                                                           | 12                                                           | Năm                                                          |
| ------------------------------------------------------------ | ------------------------------------------------------------ | ------------------------------------------------------------ | ------------------------------------------------------------ | ------------------------------------------------------------ | ------------------------------------------------------------ | ------------------------------------------------------------ | ------------------------------------------------------------ | ------------------------------------------------------------ | ------------------------------------------------------------ | ------------------------------------------------------------ | ------------------------------------------------------------ | ------------------------------------------------------------ | ------------------------------------------------------------ |
| Độ ẩm tương đối trung bình (%)                               | 86                                                           | 83                                                           | 75                                                           | 78                                                           | 76                                                           | 75                                                           | 73                                                           | 75                                                           | 78                                                           | 85                                                           | 88                                                           | 89                                                           | 80                                                           |
| Nguồn 1: Servizio Meteorologico                              |                                                              |                                                              |                                                              |                                                              |                                                              |                                                              |                                                              |                                                              |                                                              |                                                              |                                                              |                                                              |                                                              |
| Nguồn 2: NOAA (humidity, 1961–1990)                          |                                                              |                                                              |                                                              |                                                              |                                                              |                                                              |                                                              |                                                              |                                                              |                                                              |                                                              |                                                              |                                                              |